# Pararctia
Pararctia é um gênero de traça pertencente à família Arctiidae.